# Foameix-Ornel
Foameix-Ornel ist eine französische Gemeinde mit 228 Einwohnern (Stand 1. Januar 2022) im Département Meuse in der Region Grand Est (bis 2015 Lothringen). Sie gehört zum Arrondissement Verdun und zum Kanton Bouligny.
Foameix-Ornel liegt an der oberen Orne, etwa 18 Kilometer nordöstlich von Verdun. Die Gemeinde entstand am 1. Januar 1973 durch Zusammenlegung der Gemeinden Foameix und Ornel.

## Bevölkerungsentwicklung

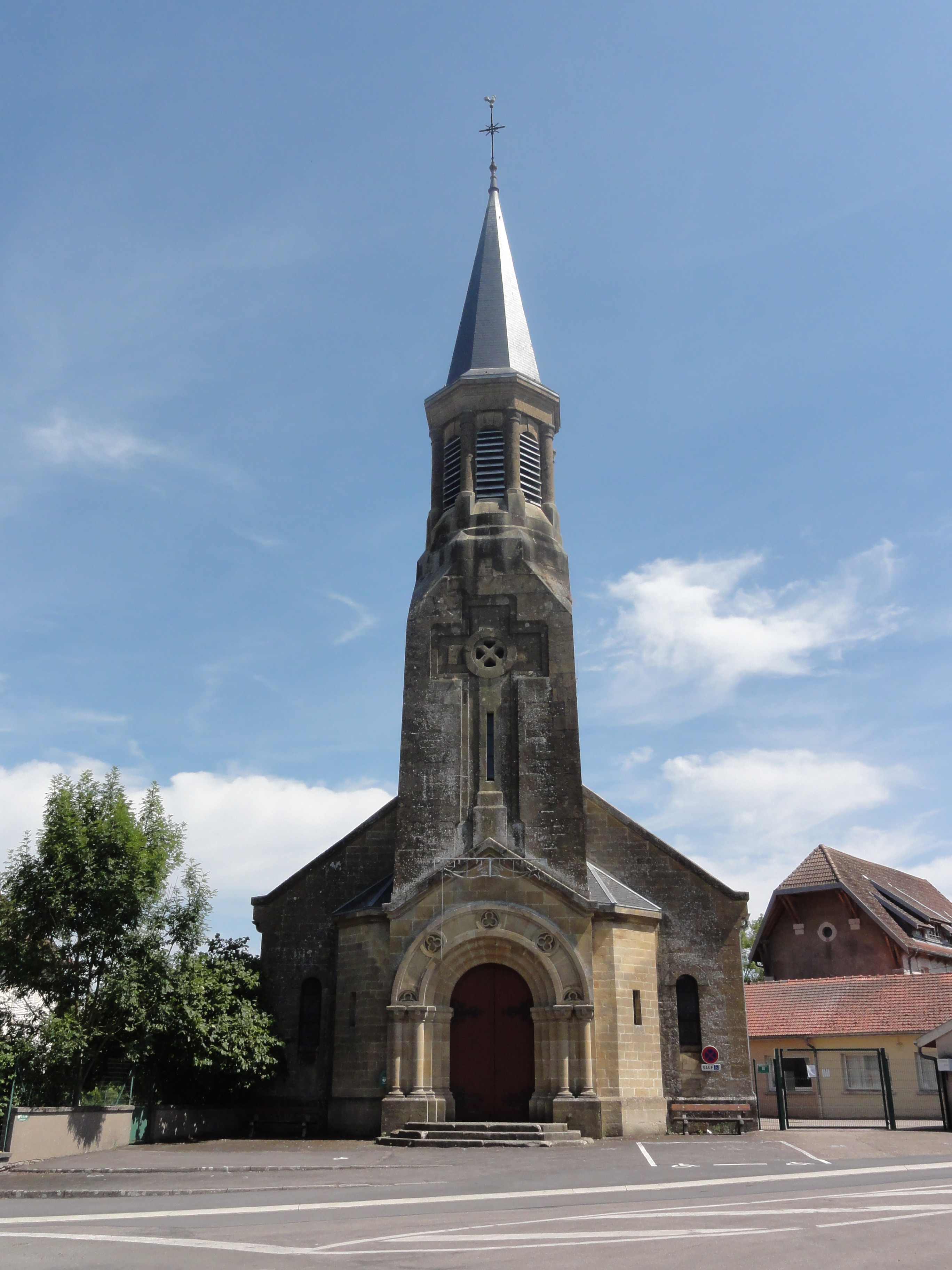
Kirche Saint-Quentin in Foameix

| Jahr      | 1975 | 1982 | 1990 | 1999 | 2008 | 2013 | 2019 |
| Einwohner | 117  | 171  | 195  | 193  | 186  | 216  | 232  |